# Escuela de Fútbol Enrique Happ
La Escuela de Fútbol Enrique Happ es una institución formadora de jugadores de fútbol de primer nivel de la ciudad de Cochabamba en Bolivia, similar a la Academia Tahuichi Aguilera.
Algunos de sus egresados jugaron en la Selección de fútbol de Bolivia, destacándose Jhonny Villarroel, William Ramallo y Marco Antonio Sandy que participaron en la Copa Mundial de Fútbol de 1994.

## Historia
La Escuela de Fútbol Enrique Happ fue fundada el 24 de septiembre de 1968 por su impulsor y benefactor Enrique Happ Krell, como una institución socio deportiva sin fines de lucro, destinada a la recreación y a la práctica del fútbol.
Un hecho anecdótico de esta institución se dio entre 1988 y 1992, cuando la institución renunció en 2 ocasiones al ascenso a la primera división del Fútbol Boliviano atribuyendo que la Escuela de Fútbol Enrique Happ solo era una institución formadora de jugadores de fútbol.
El reconocimiento de la escuela de fútbol Enrique Happ no solo es deportivo sino social ya que en la actualidad cuenta con cerca de 2000 niños provenientes de familias pobres, los cuales se recrean formándose y educándose a través del fútbol.

## Infraestructura
La Escuela de Fútbol Enrique Happ cuenta con 2 complejos deportivos. 
El primero y principal, se ubica en la zona de Cala-Cala en la parte sud del Estadio Félix Capriles, en este complejo se encuentra su sede social, su cancha de fútbol principal y departamentos tipo vivienda donde se hospedan los mejores futbolistas o futbolistas becados.
El segundo complejo se ubica en la parte sud de la Laguna Alalay, donde practican niños de diferentes edades provenientes de toda la zona sud de Cochabamba.

## Auspiciadores
Los actuales auspiciadores del club deportivo Enrique Happ en sus diferentes categorías son:
| Ubicación       | Marca        | País           |
| --------------- | ------------ | -------------- |
| pecho           | Entel        | Bolivia        |
| Hidratación     | Gatorade     | Estados Unidos |
| Viajes          | Boa          | Bolivia        |
| Balones         | Topper       | Estados Unidos |
| Brazo Izquierdo | Austin Wolfe | Estados Unidos |
| Guantes         | Nike         | Estados Unidos |

## Palmarés

### Campeonatos locales
- Asociación de Fútbol Cochabamba (3): 1993, 2008, 2010.
- Subcampeón (6): 1989, 1991, 1992, 1998, 2009,2011.

### Torneos nacionales
- Copa Simón Bolívar (3): 1989, 1991, 1992